# La bicicleta estàtica
La bicicleta estàtica és un recull de dinou contes de l'escriptor Sergi Pàmies. La primera edició va ser el setembre del 2010, a l'editorial Quaderns Crema. Es tracta del llibre més autobiogràfic de l'autor fins a la data. Segons explica Pàmies, en el llibre fa servir molt l'autobiografia però des de la ficció, de manera que no se sap quina part és certa i quina inventada.
Els relats que formen part d'aquest llibre són: Benzodiazepina, Quatre nits, L'illa, La dona de la meva vida, Anar a dormir d'hora, El que no hem menjat, El mapa de la curiositat, Papiroflèxia, Tres maneres de no dir t'estimo, Ataràxia, Les cançons que li agradaven a Lenin, Supervivència, Un any de gos equival a set anys de persona, Unplugged* , Mister Trujillo, Bèlgica, Voluntaris, Cent per cent seda natural i Hauries hagut d'insistir.